# أرال، كازاخستان
أرال، كازاخستان (بالإنجليزية: Aral, Kazakhstan)‏ هي مدينة، تتبع Aral District ‏، بلغ عدد سكانها 29٬987 نسمة، رمزها البريدي هو 120100.

## المناخ
يظهر الجدول التالي التغييرات المناخية على مدار السنة لأرال، كازاخستان:
| البيانات المناخية لـأرال، كازاخستان | البيانات المناخية لـأرال، كازاخستان | البيانات المناخية لـأرال، كازاخستان | البيانات المناخية لـأرال، كازاخستان | البيانات المناخية لـأرال، كازاخستان | البيانات المناخية لـأرال، كازاخستان | البيانات المناخية لـأرال، كازاخستان | البيانات المناخية لـأرال، كازاخستان | البيانات المناخية لـأرال، كازاخستان | البيانات المناخية لـأرال، كازاخستان | البيانات المناخية لـأرال، كازاخستان | البيانات المناخية لـأرال، كازاخستان | البيانات المناخية لـأرال، كازاخستان | البيانات المناخية لـأرال، كازاخستان |
| الشهر                               | يناير                               | فبراير                              | مارس                                | أبريل                               | مايو                                | يونيو                               | يوليو                               | أغسطس                               | سبتمبر                              | أكتوبر                              | نوفمبر                              | ديسمبر                              | المعدل السنوي                       |
| ----------------------------------- | ----------------------------------- | ----------------------------------- | ----------------------------------- | ----------------------------------- | ----------------------------------- | ----------------------------------- | ----------------------------------- | ----------------------------------- | ----------------------------------- | ----------------------------------- | ----------------------------------- | ----------------------------------- | ----------------------------------- |
| الدرجة القصوى °م (°ف)               | 6.3 (43.3)                          | 17.8 (64.0)                         | 29.2 (84.6)                         | 33.9 (93.0)                         | 39.9 (103.8)                        | 46.9 (116.4)                        | 44.8 (112.6)                        | 44.4 (111.9)                        | 41.0 (105.8)                        | 32.6 (90.7)                         | 24.7 (76.5)                         | 10.3 (50.5)                         | 46.9 (116.4)                        |
| متوسط درجة الحرارة الكبرى °م (°ف)   | −6.6 (20.1)                         | −5.1 (22.8)                         | 3.7 (38.7)                          | 17.7 (63.9)                         | 25.7 (78.3)                         | 32.3 (90.1)                         | 34.2 (93.6)                         | 32.4 (90.3)                         | 25.2 (77.4)                         | 15.4 (59.7)                         | 4.1 (39.4)                          | −3.7 (25.3)                         | 14.6 (58.3)                         |
| المتوسط اليومي °م (°ف)              | −10.6 (12.9)                        | −9.6 (14.7)                         | −1.4 (29.5)                         | 11.2 (52.2)                         | 18.9 (66.0)                         | 25.5 (77.9)                         | 27.6 (81.7)                         | 25.5 (77.9)                         | 18.0 (64.4)                         | 8.9 (48.0)                          | −0.4 (31.3)                         | −7.6 (18.3)                         | 8.8 (47.8)                          |
| متوسط درجة الحرارة الصغرى °م (°ف)   | −14.4 (6.1)                         | −13.6 (7.5)                         | −5.6 (21.9)                         | 5.2 (41.4)                          | 12.1 (53.8)                         | 18.2 (64.8)                         | 20.5 (68.9)                         | 18.3 (64.9)                         | 11.1 (52.0)                         | 3.2 (37.8)                          | −4.0 (24.8)                         | −11.0 (12.2)                        | 3.3 (37.9)                          |
| أدنى درجة حرارة °م (°ف)             | −37.9 (−36.2)                       | −37.2 (−35.0)                       | −36.1 (−33.0)                       | −15.9 (3.4)                         | −5.4 (22.3)                         | 3.6 (38.5)                          | 8.2 (46.8)                          | 5.4 (41.7)                          | −4.4 (24.1)                         | −15.7 (3.7)                         | −31.6 (−24.9)                       | −34.8 (−30.6)                       | −37.9 (−36.2)                       |
| الهطول مم (إنش)                     | 12 (0.5)                            | 11 (0.4)                            | 15 (0.6)                            | 12 (0.5)                            | 15 (0.6)                            | 15 (0.6)                            | 8 (0.3)                             | 5 (0.2)                             | 6 (0.2)                             | 12 (0.5)                            | 13 (0.5)                            | 12 (0.5)                            | 136 (5.4)                           |
| متوسط الأيام الممطرة                | 4                                   | 3                                   | 6                                   | 8                                   | 10                                  | 7                                   | 8                                   | 5                                   | 5                                   | 7                                   | 7                                   | 5                                   | 75                                  |
| متوسط الأيام المثلجة                | 16                                  | 12                                  | 7                                   | 1                                   | 0                                   | 0                                   | 0                                   | 0                                   | 0                                   | 1                                   | 5                                   | 13                                  | 55                                  |
| متوسط الرطوبة النسبية (%)           | 84                                  | 82                                  | 76                                  | 53                                  | 45                                  | 37                                  | 37                                  | 37                                  | 43                                  | 58                                  | 76                                  | 82                                  | 59                                  |
| ساعات سطوع الشمس الشهرية            | 124                                 | 168                                 | 198                                 | 260                                 | 337                                 | 363                                 | 377                                 | 360                                 | 296                                 | 218                                 | 139                                 | 106                                 | 2٬946                               |
| المصدر #1: Pogoda.ru.net            |                                     |                                     |                                     |                                     |                                     |                                     |                                     |                                     |                                     |                                     |                                     |                                     |                                     |
| المصدر #2: NOAA (sun, 1961–1990)    |                                     |                                     |                                     |                                     |                                     |                                     |                                     |                                     |                                     |                                     |                                     |                                     |                                     |

## أعلام
- غاني زايلوف